# Eurysternus impressicollis
Eurysternus impressicollis är en skalbaggsart som beskrevs av François Louis Nompar de Caumont de Laporte 1840. Eurysternus impressicollis ingår i släktet Eurysternus och familjen bladhorningar. Inga underarter finns listade i Catalogue of Life.